# I due figli di Ringo
I due figli di Ringo ist eine im deutschen Sprachraum nicht gezeigte Italowestern-Parodie, die 1966 von Giorgio Simonelli inszeniert wurde.

## Handlung
Zwei unfähige Herumtreiber verbringen ihre Tage damit, sich als angeblicher Revolverheld bzw. als Kopfgeldjäger hervorzutun. Als Joe ihre Masche durchschaut, zwingt er sie, ihm zur Erfüllung einer Mission nach Auction Nueva zu folgen. Dort angekommen, geben sich Franco und Ciccio als die Söhne des berühmten verschiedenen Scharfschützen Ringo aus. Von den Einwohnern bejubelt, werden sie von Jack und Bear Trap angegriffen, doch von Joe gerettet, der mittlerweile zusammen mit den Mädchen Dorothy und Marisol auf die beiden aufpasst. Dann sollen sich die beiden Hochstapler mit dem schrecklichen Banditen Indio und seiner Gang befassen. Tatsächlich gelingt es ihnen – natürlich heimlich unterstützt von Joe und den Mädchen – mit den Gangstern fertigzuwerden und so auch gleich die üblen Machenschaften des Bankiers Simpson offenzulegen, dessen ergaunertes Geld sich in einem Auto befindet; das ausgesetzte Kopfgeld allerdings wird nicht ihnen ausbezahlt, sondern den wirklichen Kindern Ringos: Joe und Dorothy.

## Kritik
Christian Keßler erinnert das Format (nicht nur) dieses Franchi/Ingrassia-Filmes „an alte Kurzfilme von Laurel & Hardy und Konsorten: Jede Situation wird nach bestem Gutdünken ausgereizt“ und lobte das Timing seitens des Regisseurs der lustigen Situationen.

## Bemerkungen
Das Filmlied Angel and the Brains singt Gloria Paul.
Der dritte Spaßwestern des Komikerpaares Franco & Ciccio mit Giorgio Simonelli wurde auch dessen letzter Film; er starb gegen Ende der Dreharbeiten, die von Giuliano Carnimeo beendet wurden. Das Einspielergebnis in Italien betrug gute 265 Millionen Lire.